# WTA de Marraquexe
O WTA de Marraquexe – ou Grand Prix SAR La Princesse Lalla Meryem, na última edição – foi um torneio de tênis profissional feminino, de nível WTA International.
Realizado em Marraquexe, no centro-sudoeste de Marrocos, durou três anos. Os jogos eram disputados em quadras de saibro durante o mês de abril. Após 2015, foi substituído pelo WTA de Rabat.

## Finais

### Simples
| Ano  | Campeã                  | Vice-campeã            | Resultado     |
| ---- | ----------------------- | ---------------------- | ------------- |
| 2015 | Elina Svitolina         | Tímea Babos            | 7–5, 7–63     |
| 2014 | María Teresa Torró Flor | Romina Oprandi         | 6–3, 3–6, 6–3 |
| 2013 | Francesca Schiavone     | Lourdes Domínguez Lino | 6–1, 6–3      |

### Duplas
| Ano  | Campeãs                         | Vice-campeãs                     | Resultado        |
| ---- | ------------------------------- | -------------------------------- | ---------------- |
| 2015 | Tímea Babos Kristina Mladenovic | Laura Siegemund Maryna Zanevska  | 6–1, 7–65        |
| 2014 | Garbiñe Muguruza Romina Oprandi | Katarzyna Piter Maryna Zanevska  | 4–6, 6–2, [11–9] |
| 2013 | Tímea Babos Mandy Minella       | Petra Martić Kristina Mladenovic | 6–3, 6–1         |